# La Pequeña Tinajita
La Pequeña Tinajita är en ort i Mexiko.   Den ligger i kommunen Pátzcuaro och delstaten Michoacán de Ocampo, i den södra delen av landet, 250 km väster om huvudstaden Mexico City. La Pequeña Tinajita ligger 2 131 meter över havet och antalet invånare är 106.
Terrängen runt La Pequeña Tinajita är kuperad. Runt La Pequeña Tinajita är det ganska tätbefolkat, med 179 invånare per kvadratkilometer. Närmaste större samhälle är Pátzcuaro, 9,4 km väster om La Pequeña Tinajita. I omgivningarna runt La Pequeña Tinajita växer huvudsakligen savannskog.